# Puccinia xanthii
Puccinia xanthii ist eine Ständerpilzart aus der Ordnung der Rostpilze (Pucciniales). Der Pilz ist ein Endoparasit verschiedener Spitzkletten. Symptome des Befalls durch die Art sind Rostflecken auf den Blattoberflächen der Wirtspflanzen. Das Verbreitungsgebiet umfasst Südeuropa und Nordamerika.

## Merkmale

### Makroskopische Merkmale
Puccinia xanthii ist mit bloßem Auge nur anhand der auf der Oberfläche des Wirtes hervortretenden Sporenlager zu erkennen. Sie wachsen in großen Nestern, die als rötliche bis braune Flecken auf den Blatt- und Stieloberflächen erscheinen. Oft fließen diese Flecken ineinander und bilden dann bis zu 4 cm lange Krusten, an den Stängeln schwillt das betroffene Gewebe auch an.

### Mikroskopische Merkmale
Das Myzel von Puccinia xanthii wächst wie bei allen Puccinia-Arten interzellulär und bildet Saugfäden, die in das Speichergewebe des Wirtes wachsen. Die Telien der Art sind rundlich oder länglich. Sie sind von kurzen, dunkelbraunen Paraphysen umstellt Die Teleutosporen sind selten ein-, meist zweizellig, länglich bis keulenförmig und 36–52 × 16–31 µm groß; ihre Stiele sind kurz und hell bräunlich.

## Verbreitung
Das Artareal von Puccinia xanthii umfasst mit Südeuropa und Nordamerika ein holarktisches Verbreitungsgebiet. Vermutlich ursprünglich aus Nordamerika wurde er in zahlreiche Länder wie Südafrika und Australien eingeschleppt.

## Ökologie
Die Wirtspflanzen von Puccinia xanthii sind diverse Spitzkletten (Xanthium spp.). Andere Wirte sind die Sonnenblume und das Beifußblättrige Traubenkraut. Der Pilz ernährt sich von den im Speichergewebe der Pflanzen vorhandenen Nährstoffen, seine Sporenlager brechen später durch die Blattoberfläche und setzen Sporen frei. Die Art verfügt über einen Entwicklungszyklus, von dem lediglich Telien bekannt sind.

## Anwendung
Puccinia xanthii wird in Australien zur biologischen Schädlingsbekämpfung gegen Xanthium occidentale genutzt. Zur Bekämpfung des Beifußblättrigen Traubenkrauts scheint die Art allerdings nicht geeignet zu sein.

## Systematik und Taxonomie
Die Art ist mit mehreren sehr ähnlichen Rosten nahe verwandt, die alle in Süd- und Nordamerika auf verschiedenen Korbblütlern vorkommen und sich nur in ihrem Wirt unterscheiden. Es wird daher vorgeschlagen, diese Arten alle konspezifisch mit Puccinia xanthii einzustufen. Puccinia xanthii ist daher eine Morphospezies, und die restlichen Arten werden als Varietäten eingestuft. Zu diesen Arten gehören Puccinia melampodii, Puccinia cnici-oleracei und Puccinia semota.